# Gringgingsari
Gringgingsari is een bestuurslaag in het regentschap Batang van de provincie Midden-Java, Indonesië. Gringgingsari telt 1579 inwoners (volkstelling 2010).